# Maude Charron
Maude Charron (Rimouski, 28 aprile 1993) è una sollevatrice canadese.

## Palmarès
- Giochi olimpici

Tokyo 2020: oro nei 64 kg.
Parigi 2024: argento nei 59 kg.
- Campionati mondiali

Bogotà 2022: bronzo nei 59 kg.
- Giochi panamericani

Santiago del Cile 2023: argento nei 59 kg.
- Campionati panamericani

Bariloche 2023: oro nei 59 kg.
- Giochi del Commonwealth

Gold Coast 2018: oro nei 63 kg.
Birmingham 2022: oro nei 64 kg.